# メフィストフェレス

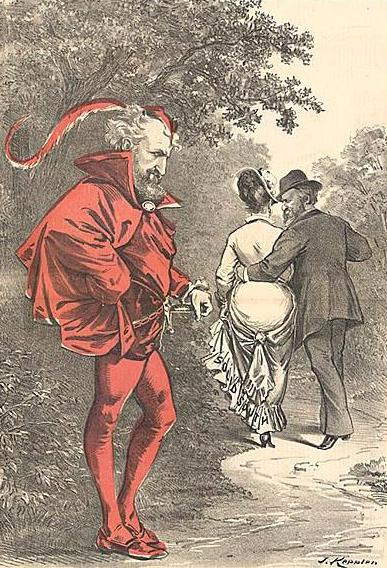
アメリカの雑誌『パック』1877年10月号に掲載されたメフィストフェレスのカリカチュア

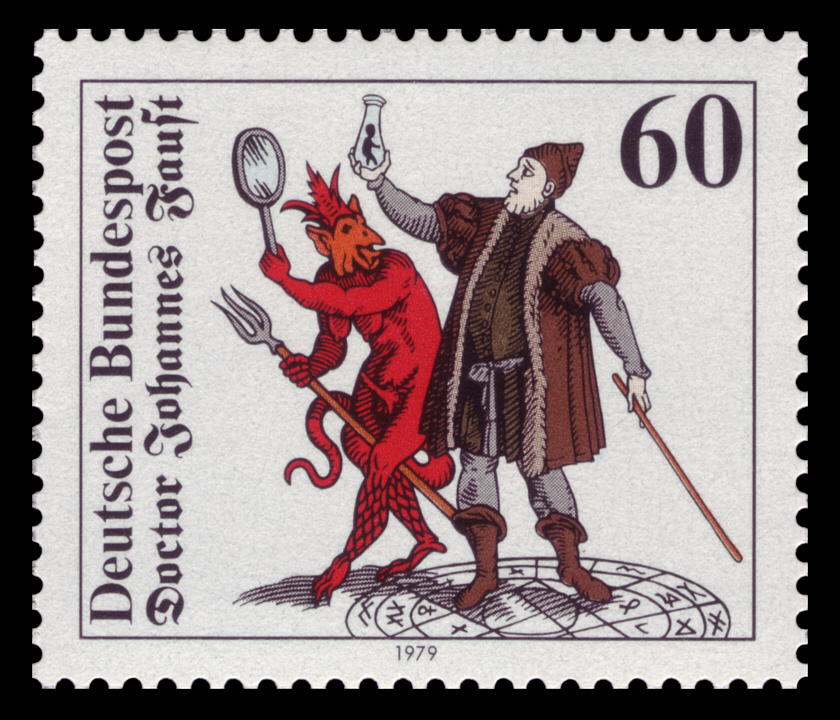
ドイツで発行されたファウスト博士とメフィストフェレスの記念切手

メフィストフェレス（一般にMephistopheles、他にMephistophilus, Mephistophilis, Mephostopheles, Mephisto, Mephastophilis）は、16世紀ドイツのファウスト伝説やそれに材を取った文学作品に登場する悪魔。「メフィスト（Mephisto）」とも略称される。
一般にファウスト博士が呼び出した悪魔として知られ、ファウストを題材とした作品での風貌や性質がよく知られている。中でもゲーテの『ファウスト』が有名。

## 名前の由来と表記法
名前の由来については定説はない。有力な説としては、以下の3つが挙げられる。
- ギリシア語の「μή (mē)」「φώς (phōs)」「φίλος (philos)」の3語の合成で、「光を愛せざるもの」の意。
- ラテン語の「mephitis」とギリシャ語の「philos」の合成語「悪臭を愛する者」の意。
- ヘブライ語の分詞「破壊する(mephir)」「嘘をつく(tophel)」また「嘘つき(mefir)」を合成したもの。

また、名称・表記にも揺れがあり、ウィリアム・シェイクスピアは "Mephistophilus" の名称を使用し、クリストファー・マーロウは "Mephostophilis" の名を採用している。日本語でも元の表記や訳によって「メフォストフィレス」などと表記される。
J・B・ラッセルは「名前の由来は不確かで、純粋に近代の創案であるという、そのことが、彼を近代的悪魔のひとつの洗練された象徴となし、数多の小説に様々な形で登場させることとなった。」と指摘している。

## ファウスト伝説におけるメフィストフェレス
大元のドイツの民衆本によると、錬金術師であり降霊術師でもあったゲオルク・ファウストが、己の魂と引き換えにメフォストフィレス〔ママ〕を召喚し、自己の尽きせぬ欲望を満たそうとしたとされる（それについては1587年に出版された『実伝ヨーハン・ファウスト博士』、通称「ファウスト本」に詳しい）。このファウスト伝説が広く知られると、格好の創作対象となり、多くのファウスト伝説およびメフィストフェレスが描かれた。比較的早い時期では劇作家のクリストファー・マーロウが1593年に『フォースタス博士』を書いている。19世紀に書かれたゲーテの『ファウスト』は、彼の代表作としても知られる。
ファウスト伝説のメフィストフェレスは、この世におけるファウストの望みを叶える代わりに、その魂をもらう（死後は自分の支配下に置く）ことをファウストと取り交わす。メフィストフェレスは契約に忠実な様子を見せる一方で、巧みな弁舌でファウストを操作しようとする。その結末は作品によってかわり、メフィストフェレスの目的が達成される場合もあれば、ファウストの魂を手に入れられないこともある。また悪魔としての設定も、作品によって異なる。マーロウの『フォースタス博士』に登場するメフィストフェレスは、ルシファーに仕える悪魔で、彼と共に神に反逆したことになっている。ゲーテの『ファウスト』に登場するメフィストフェレスは誘惑の悪魔とされ、神との賭けでファウストの魂を悪徳へ導こうとする。
コラン・ド・プランシーの『地獄の辞典』では、「ファウストの魔神」と紹介されている。17世紀までには、ファウスト伝説は広く世に知られ、ファウストやメフィストフェレスを主題としていなくても彼らの名前が登場することがあった。例えばシェークスピアの『ウィンザーの陽気な女房たち』では相手を罵倒する言葉として「メフィストフェレス」が用いられている。